# Dodge Aspen
Dodge Aspen – samochód osobowy produkowany pod amerykańską marką Dodge w latach 1975–1980, zaliczany w USA do klasy kompaktowej.

## Historia i opis modelu

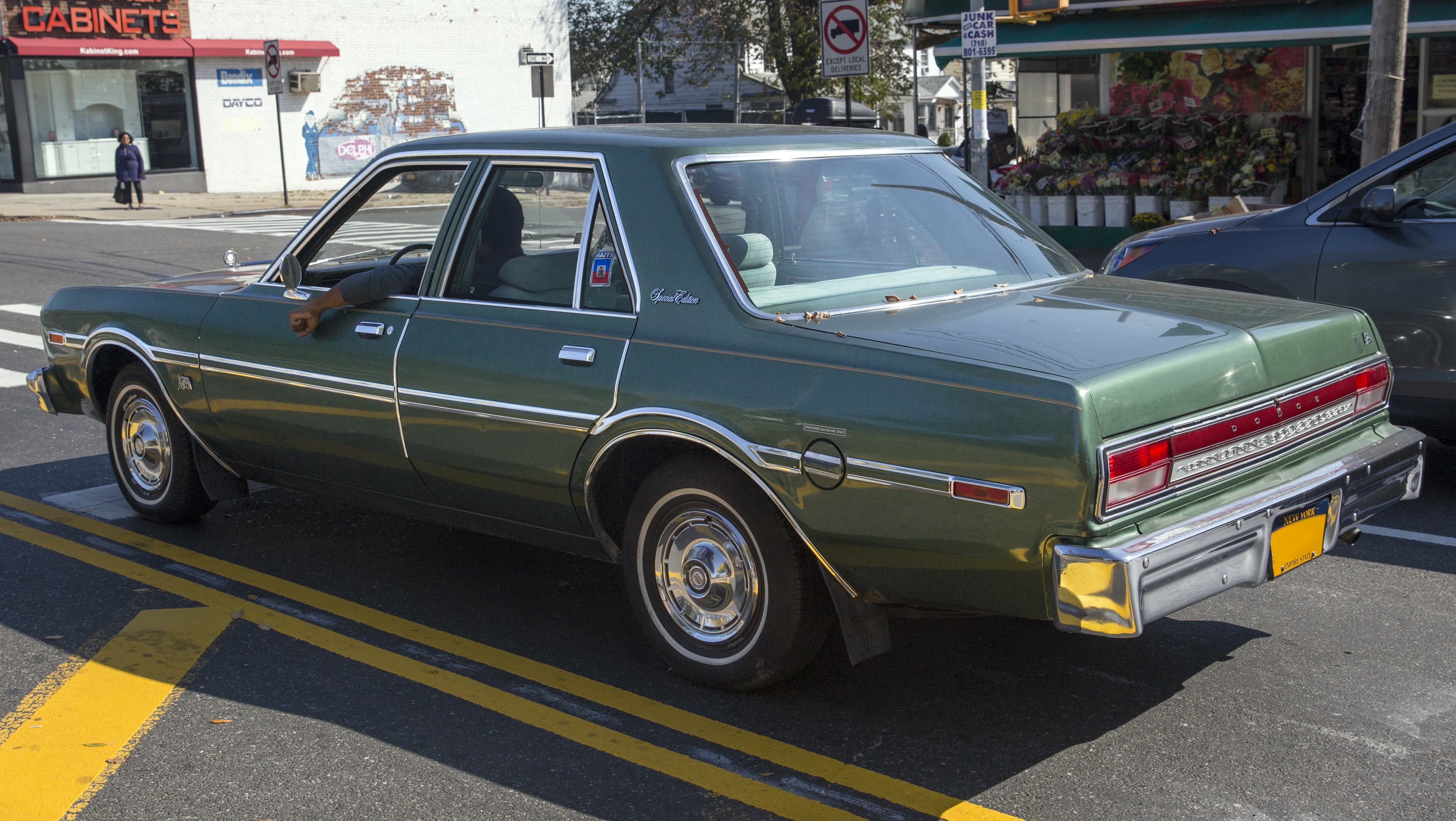
Dodge Aspen - tył

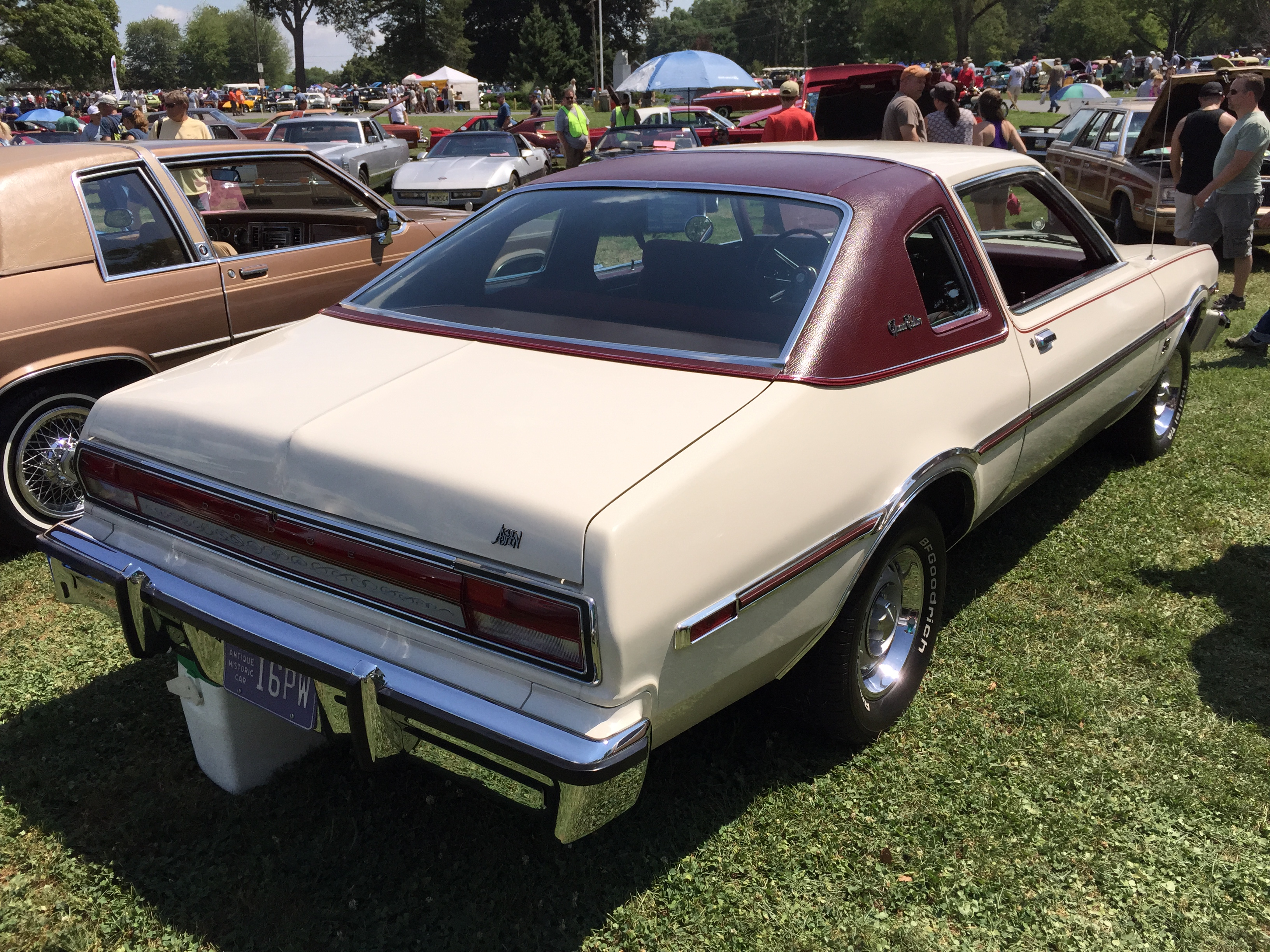
Dodge Aspen Coupe

Aspen został oparty na płycie podłogowej Chrysler F-body. Następca modelu Dart. Dostępny wyłącznie jako: 2-drzwiowe coupé, 4-drzwiowy sedan oraz 5-drzwiowe kombi. Do napędu używano benzynowych silników R6 o pojemności 3,7 l oraz V8 o pojemności 5,2 oraz 5,9 l. Moc przenoszona była na oś tylną poprzez 3-biegową automatyczną bądź 3- lub 4-biegową manualną skrzynię biegów. Bliźniaczym modelem był Plymouth Volaré.  Samochód został zastąpiony w linii Dodge'a przez modele Aries i 400.

### Wersje wyposażeniowe
- Base
- Custom
- SE
- R/T

### Silniki
- R6 3,7 l
- V8 5,2 l
- V8 5,9 l